# Риба-качечка
Риба-качечка (Lepadogaster) — рід риб родини Присоскоперові (Gobiesocidae), що зустрічається у східній Атлантиці, також у Середземному морі.

## Види
Рід містить чотири види:
- Lepadogaster candolii A. Risso, 1810 (Риба-качечка товсторила)
- Lepadogaster lepadogaster (Bonnaterre, 1788) (Риба-качечка європейська)
- Lepadogaster purpurea (Bonnaterre, 1788)
- Lepadogaster zebrina Lowe, 1839